# Fabiola De Clercq
Fabiola De Clercq (Bruxelles, 15 maggio 1950) è una scrittrice belga.

## Biografia
Nata a Bruxelles, dove vive fino all’età di 9 anni, successivamente si è trasferita in Italia assieme a sua madre che decide di vivere a Roma.
La notte del suo arrivo in Italia, suo padre muore a soli ventotto anni in un incidente di macchina in Belgio. A tredici anni inizia a soffrire di bulimia e anoressia, disagio con il quale convive per oltre vent’anni. Dopo il suo matrimonio a poco più di vent’anni, nasce il suo primo figlio. Dopo anni di terapia e con la nascita della sua seconda figlia, Fabiola decide di raccontare nel 90' la sua esperienza in un libro autobiografico (un bestseller) Tutto il pane del mondo, Milano, Bompiani, 1994, ISBN 88-452-2157-1..
Attraverso la scrittura Fabiola decide di infrangere l’omertà che copre i disturbi alimentari nelle famiglie. Fabiola De Clercq è anche la prima donna che con coraggio iniziò a parlare e denunciare l'abuso presente nei disturbi alimentari.
Molte donne e uomini si riconoscono nella sua storia e si rivolgono a lei per chiederle aiuto. Nella sua casa romana decide di fondare piccoli gruppi con le lettrici di “Tutto il pane del mondo”, senza sottrarsi alle richieste che da tutta Italia le arrivano. Pochi mesi dopo la pubblicazione del suo primo libro fonda l’Associazione ABA ( Fondazione Fabiola De Clercq Onlus, su bulimianoressia.it. URL consultato il 23 settembre 2011 (archiviato dall'url originale il 26 novembre 2011).), che diventa per molti anni l’unico punto di riferimento in Italia di persone e famiglie che convivono quotidianamente con disturbi alimentari.
Nel 1992 si trasferisce a Milano e apre la seconda sede dell’ABA facendosi affiancare di nuovo da professionisti che condividono la sua stessa passione, quella di dedicarsi allo studio, la ricerca e la cura del dolore legato ai disturbi alimentari.
Negli anni successivi Fabiola pubblica con la Rizzoli Donne invisibili, Milano, Rizzoli, 1995, ISBN 88-17-84418-7., Fame d'amore, Milano, Rizzoli, 1998, ISBN 88-17-85504-9. e  Mamy-Marrakech, Milano, Rizzoli, 2004, ISBN 88-17-00117-1.
I suoi scritti sono incentrati sulla figura della donna e più precisamente sui disturbi psico-alimentari comuni al sesso femminile (ma presenti anche nel modo maschile, anche se in modo diverso ma comunque in continua crescita).
Avendo lei stessa sofferto di anoressia nervosa e bulimia, dopo la guarigione si è posta l'obbiettivo di aiutare le persone afflitte da questi problemi. Oltre ad aver scritto numerosi libri (Tutto il pane del mondo, Mamy-Marrakech, Donne invisibili, Fame d'amore) ha anche fondato un'associazione (ABA - Associazione Bulimia e Anoressia) volta ad aiutare le persone malate di anoressia e di bulimia, con sedi in varie città, e muovendosi per diffondere al pubblico informazioni sulla gravità di questi disturbi.

## Libri
- Tutto il pane del mondo, Milano, Bompiani, 1994, ISBN 88-452-2157-1.
- Donne invisibili, Milano, Rizzoli, 1995, ISBN 88-17-84418-7.
- Fame d'amore, Milano, Rizzoli, 1998, ISBN 88-17-85504-9.
- Mamy-Marrakech, Milano, Rizzoli, 2004, ISBN 88-17-00117-1.